# Kvalsund
Kvalsund (en sami septentrional: Fálesnuorri; en kven: Valasnuora) és un antic municipi del comtat de Finnmark, Noruega. El centre administratiu del municipi és el poble homònim. El municipi té 1,051 habitants i té una superfície de 1,844.09 km².

## Informació general
El municipi de Kvalsund va ser establert l'1 de juliol de 1869 quan es va separar de Hammerfest. Inicialment, Kvalsund tenia 514 residents. L'1 de gener de 1963, una petita zona al sud de Måsøy (població: 34) va ser traslladada a Kvalsund.

### Nom
La forma en nòrdic antic del nom era Hvalsund. El primer element és hvalr que significa "balena" i l'últim element és sund que significa "estret" o "so".

### Escut d'armes
L'escut d'armes és modern. Se'ls hi va concedir el 27 de març de 1987. Els braços mostren tres salmons platejats disposats en una ombra sobre un fons blau. El salmó representa la pesca en diverses formes: com una manera de vida tradicional i una font d'ingressos, com la piscicultura moderna, i com una activitat recreativa.

### Esglésies
L'Església de Noruega té dues parròquies (sokn) al municipi de Kvalsund. És part del deganat de Hammerfest a la Diòcesi de Nord-Hålogaland.
| Parròquia (sokn) | Nom                    | Localització | Any de construcció |
| ---------------- | ---------------------- | ------------ | ------------------ |
| Kvalsund         | Església de Kvalsund   | Kvalsund     | 1936               |
| Kvalsund         | Capella de Sennalandet | Áisaroaivi   | 1961               |
| Kokelv           | Església de Kokelv     | Kokelv       | 1960               |

## Geografia

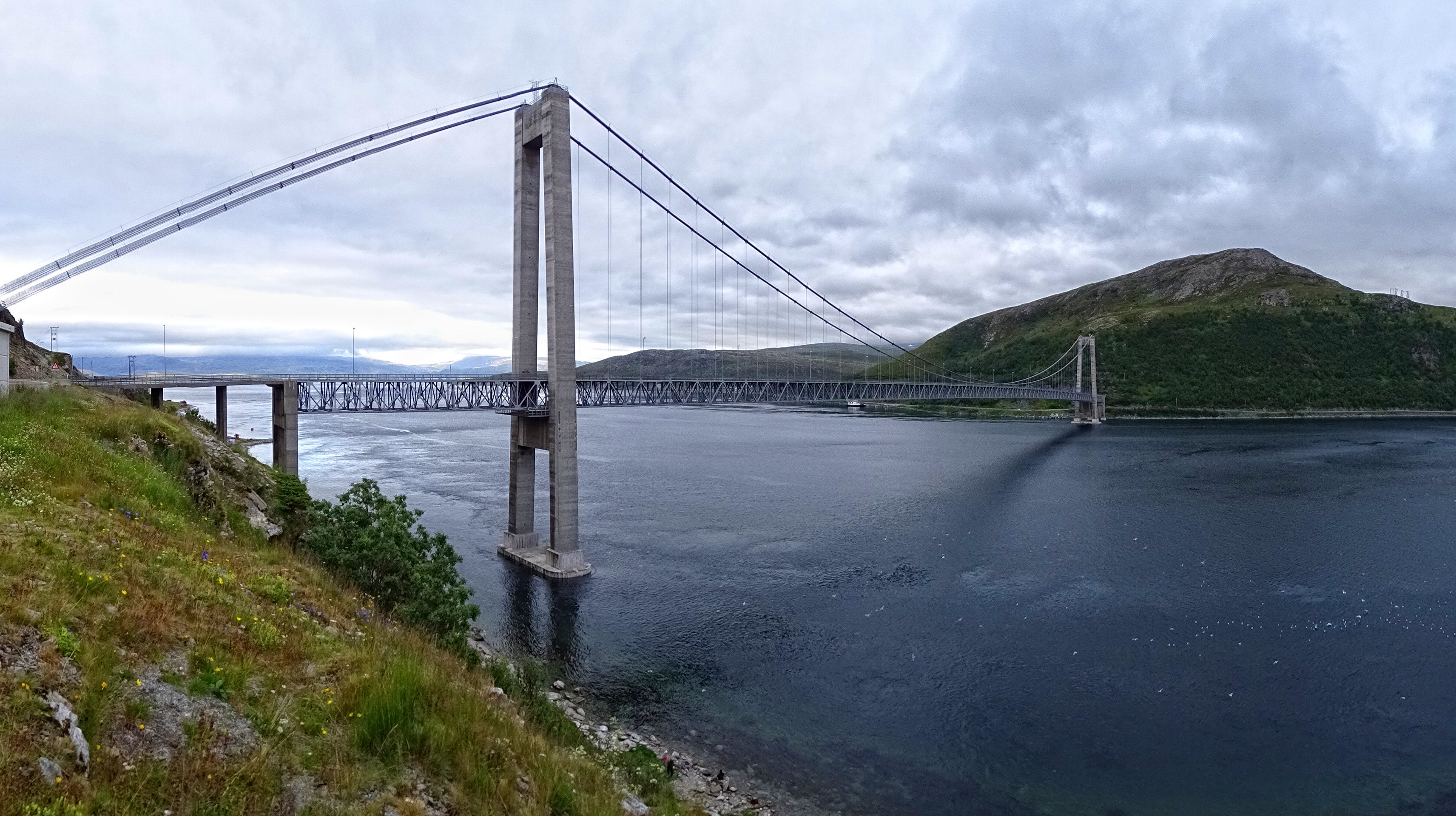
Vista del pont de Kvalsund

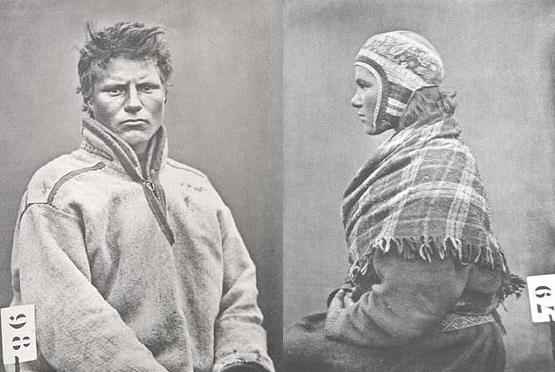
Nicolas Nielsen i Kristin Mikkelsdatter fotografiats a Kvalsund per l'etnògraf Roland Bonaparte el 1884

El municipi es troba sobretot al continent, però parts del municipi també es troben a les illes de Kvaløya i Seiland. La glacera Seilandsjøkelen està parcialment situada a Kvalsund. El municipi inclou tot de llacs, sent els més importants el Bjørnstadvatnet i Doggejávri.
Kvalsund és ric amb avifauna, sent l'au més destacada el bec de serra gros.

## Cultura
Fins fa uns pocs centenars d'anys, la cultura sami era completament dominant a Kvalsund. La immigració de noruecs i kven aviat va convertir el municipi multicultural. Durant la norueguització que va començar al canvi del segle xix al xx gran part de la cultura tradicional es va perdre. El poble de Kokelv és el poble que ha conservat elements de la cultura sami amb més èxit dins del municipi, i avui compta amb un museu sami.